# Middlerigg Tarn
Der Middlerigg Tarn ist ein See im Lake District, Cumbria, England. Der See wurde künstlich angelegt und liegt nördlich von Windermere bei Troutbeck Bridge. 
Der See hat zwei unbenannte Zuflüsse, aber keinen erkennbaren Abfluss.